# Tin Machine
Tin Machine was een band die bestond uit David Bowie, gitarist Reeves Gabrels, bassist Tony Sales en drummer Hunt Sales. De band was actief tussen 1988 en 1992 en werd uiteindelijk geen commercieel succes. De band ontstond als een reactie van Bowie op de tegenvallende kritieken op het album Never Let Me Down en zijn wens om weer muziek te maken voor zichzelf en niet voor de massa.

## Geschiedenis
De gebroeders Sales kende Bowie als voormalige gitaristen van Iggy Pop uit de tijd dat hij in 1977 een jaar als toetsenist in Iggy's band had meegereisd.
Tin Machine bracht in 1989 het album Tin Machine uit, waarbij Bowie liet zien dat hij even genoeg had van radiovriendelijke popmuziek en groots opgezette tournees en zijn koers verlegde naar hardere, zij het enigszins conventionele, rock. Tin Machine was dan ook meer een hobbybandje voor Bowie en ze traden dan ook op kleinere poppodia op, zoals in Nederland bijvoorbeeld Paradiso. Voor veel Bowie-fans was dit echter wel een teleurstelling, omdat naast de al geringe afmetingen van zulke zalen, relatief veel kaarten naar de pers en door de platenmaatschappij uitgenodigde personen, zoals radio-dj's, gingen.
De meningen van zowel het publiek als de pers over de band en het album waren verdeeld en de reden van de oprichting van de band werd door sommigen dan ook niet begrepen, maar Tin Machine luidde wel het begin in van een samenwerking tussen Bowie en Gabrels die tot het eind van de jaren negentig zou duren. Het eerste album van Tin Machine kreeg daardoor weinig aandacht.
In 1991 verscheen het album Tin Machine II. Door de critici werd dit album eveneens met gemengde gevoelens ontvangen; hoewel het album een aantal bijzonder sterke Bowie-nummers bevatte, zoals "Baby Universal", "You Belong in Rock n' Roll" en "Goodbye Mr. Ed", werden met name de door drummer Hunt Sales gezongen nummers "Stateside" en "Sorry" als een dieptepunt in Bowies carrière gezien. Het album werd ondersteund met een tournee (liveopnames van deze tournee verschenen in 1992 op het album Tin Machine Live: Oy Vey, Baby). Vervolgens werd de band officieus ontbonden.

## Discografie

### Albums
- Tin Machine (1989)
- Tin Machine II (1991)
- Tin Machine Live: Oy Vey, Baby (1992)
- Live at La Cigale, Paris, 25th June, 1989 (2019)

### Singles
- "Under the God" (1989)
- "Heaven's in Here" (1989)
- "Tin Machine"/"Maggie's Farm (live)" (1989)
- "Prisoner of Love" (1989)
- "You Belong in Rock n' Roll" (1991)
- "Baby Universal" (1991)
- "One Shot" (1991)

- International Standard Name Identifier: 0000 0001 2243 0448
- Library of Congress Control Number: n91121447
- MusicBrainz: 39dfc059-93b1-41a1-af27-3a753c0711d3
- Nationale Bibliotheek van Israël: 987007405797205171
- Virtual International Authority File: 125635735